# The Puppet Master
The Puppet Master – jedenasty studyjny album Kinga Diamonda, wydany w 2003 roku. Edycja limitowana zawiera dodatkowe DVD na którym King opowiada historię albumu.

## Lista utworów
1. Midnight (muz. Diamond, sł. Diamond) – 1:55
2. The Puppet Master (muz. Diamond, sł. Diamond) – 4:41
3. Magic (muz. LaRocque, sł. Diamond) – 4:57
4. Emerencia (muz. Diamond, sł. Diamond) – 5:19
5. Blue Eyes (muz. Diamond, sł. Diamond) – 4:24
6. The Ritual (muz. LaRocque, sł. Diamond) – 5:02
7. No More Me (muz. Diamond, Thompson, sł. Diamond) – 3:16
8. Blood to Walk (muz. Diamond, sł. Diamond) – 5:32
9. Darkness (muz. LaRocque, sł. Diamond) – 4:37
10. So Sad (muz. Diamond, sł. Diamond) – 4:38
11. Christmas (muz. Diamond, sł. Diamond) – 5:18
12. Living Dead (muz. Diamond, sł. Diamond) – 6:04

## Twórcy
- King Diamond - śpiew, instrumenty klawiszowe
- Andy LaRocque - gitara, instrumenty klawiszowe
- Mike Wead - gitara
- Hal Patino - gitara basowa
- Matt Thompson - perkusja
- Livia Zita - śpiew

## Pozycje na listach
| Lista                            | Kraj              | Pozycja |
| -------------------------------- | ----------------- | ------- |
| Billboard Top Independent Albums | Stany Zjednoczone | 20      |